# Hundförare

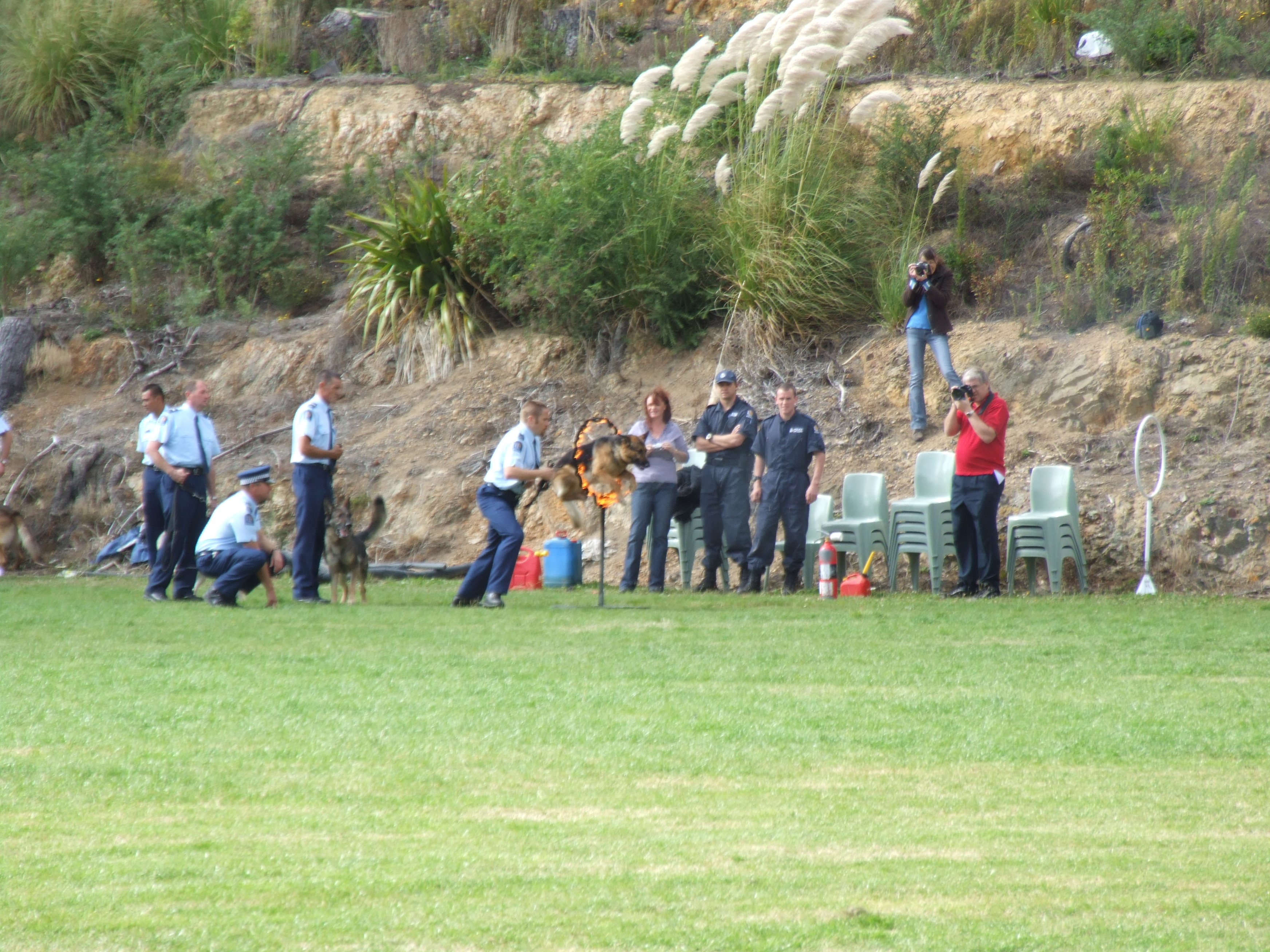
Hundförare i Nya Zeeland tränar sina hundar.

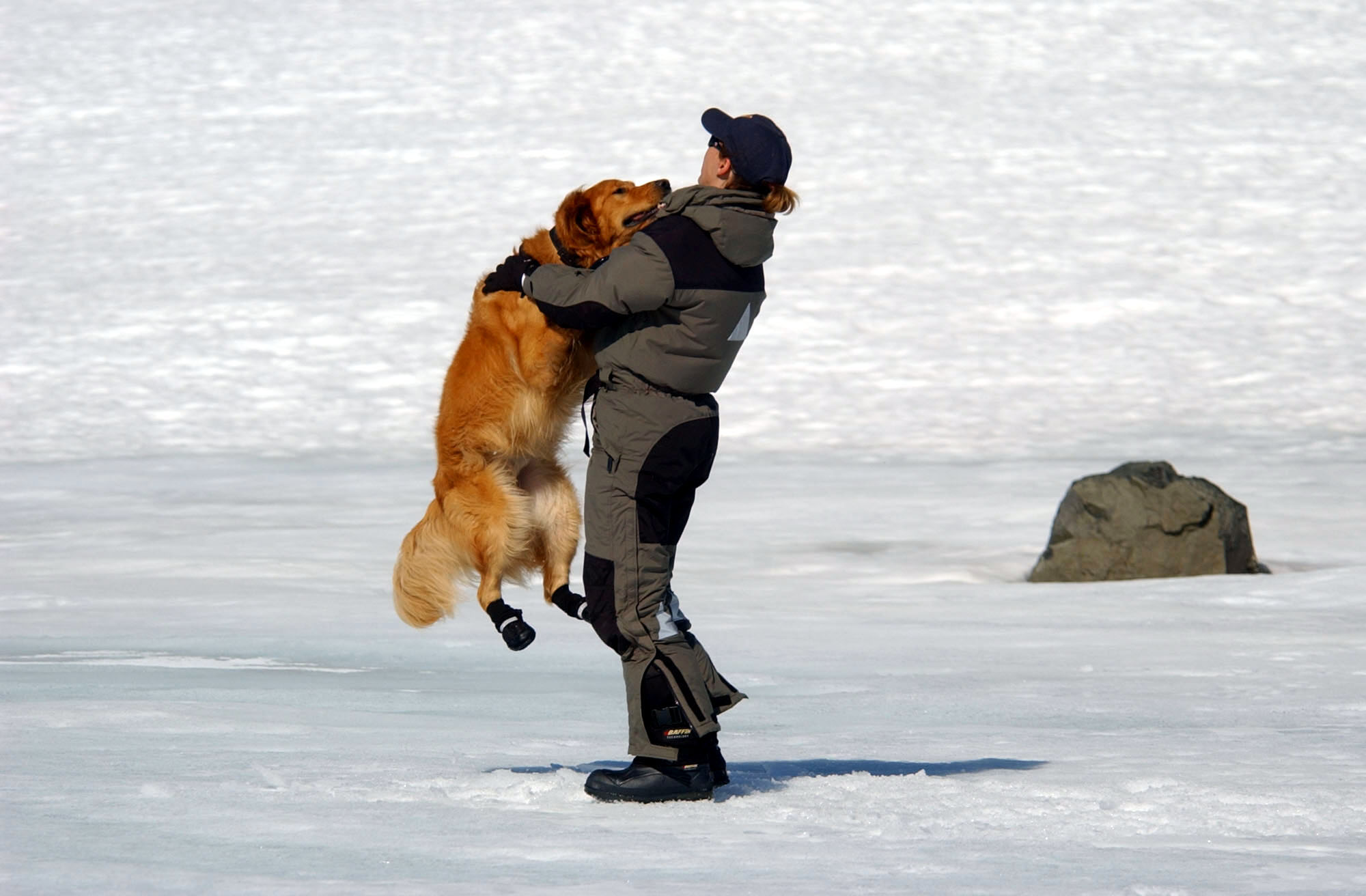
Den amerikanska hundföraren Susan Frank i sitt arbete med hunden Tucker vintertid.

En hundförare är en person som med en hunds hjälp utför olika uppgifter. Hunden och hundföraren bildar tillsammans ett hundekipage. Nedan olika verksamheter eller myndigheter där hundförare verkar. 
- Jakt
- Polisen
- Kriminalvården
- Tullverket
- Försvaret
- Väktare